# Vice-président de la république de Gambie
Le vice-président de la République de Gambie est le deuxième personnage de l'exécutif de Gambie.